# Administrativní dělení Belgie

Regiony a provincie v Belgii

Belgie je federálním státem a skládá se ze tří regionů, ve kterých žijí nizozemsky mluvící Vlámové, frankofonní Valoni a německá komunita.

## Jazyková společenství
Podle tohoto jazykového principu je Belgie rozdělena následovně do tří společenství.
| Společenství        | Vlámské společenství          | Francouzské společenství (Valonsko-bruselská federace) | Německojazyčné společenství   |
| ------------------- | ----------------------------- | ------------------------------------------------------ | ----------------------------- |
| název - nizozemsky  | Vlaamse Gemeenschap           | Franse Gemeenschap                                     | Duitstalige Gemeenschap       |
| název - francouzsky | Communauté flamande           | Communauté française                                   | Communauté germanophone       |
| název - německy     | Flämische Gemeinschaft        | Französische Gemeinschaft                              | Deutschsprachige Gemeinschaft |
| Poloha              | Poloha Vlámského společenství | Poloha Francouzského společenství                      | Poloha Německého společenství |
| Vlajka              | Vlajka Vlámského společenství | Vlajka Francouzského společenství                      | Vlajka Německého společenství |
| Hlavní město        | Brusel                        | Brusel                                                 | Eupen                         |
| Web                 | www.vlaanderen.be             | www.federation-wallonie-bruxelles.be                   | www.dglive.be                 |

## Regiony
Podle administrativně-správního principu je Belgie členěna do 3 regionů. Vlámský a Valonský region se dále dělí na provincie; Bruselský region se dělí na 19 obcí.
| Region              | Vlámský region                                                    | Bruselský region               | Valonský region                                             |
| ------------------- | ----------------------------------------------------------------- | ------------------------------ | ----------------------------------------------------------- |
| název - nizozemsky  | Vlaams Gewest                                                     | Brussels Hoofdstedelijk Gewest | Waals Gewest                                                |
| název - francouzsky | Région flamande                                                   | Région de Bruxelles-Capitale   | Région wallonne                                             |
| název - německy     | Flämische Region                                                  | Region Brüssel-Hauptstadt      | Wallonische Region                                          |
| Poloha              | Poloha Vlámského regionu                                          | Poloha Bruselského regionu     | Poloha Valonského regionu                                   |
| Vlajka              | Vlajka Vlámského regionu                                          | Vlajka Bruselského regionu     | Vlajka Valonského regionu                                   |
| Hlavní město        | Brusel                                                            | Brusel                         | Namur                                                       |
| ISO 3166-2:BE       | BE-VLG                                                            | BE-BRU                         | BE-WAL                                                      |
| Rozloha             | 13 522 km² (44,29%)                                               | 161 km² (0,53%)                | 16 844 km² (55,18%)                                         |
| Provincie           | Antverpy Limburk Vlámský Brabant Východní Flandry Západní Flandry | žádné                          | Henegavsko Lucemburk Lutych Namur Valonský Brabant          |
| Počet obyvatel 2015 | 6 444 127 (57.5%)                                                 | 1 175 173 (10.5%)              | 3 589 744 (32.0%)                                           |
| Hustota zalidnění   | 476 obyv./km²                                                     | 7 300 obyv./km²                | 213 v/km²                                                   |
| Web                 | www.vlaanderen.be                                                 | be.brussels                    | www.wallonie.be Archivováno 31. 5. 2012 na Wayback Machine. |

## Provincie
| Mapa | Vlajka | Znak | Provincie        | ISO kód | Hlavní město | Obyvatelstvo (2015) | Rozloha (km²) | Hustota zalidnění (obyv./km²) | Počet okresů | Počet obcí | Geodeta (OSM) |
| ---- | ------ | ---- | ---------------- | ------- | ------------ | ------------------- | ------------- | ----------------------------- | ------------ | ---------- | ------------- |
|      |        |      | Antverpy         | BE-VAN  | Antverpy     | 1 813 282           | 2 867         | 632                           | 3            | 70         | OSM, WMF      |
|      |        |      | Limburk          | BE-VLI  | Hasselt      | 860 204             | 2 422         | 355                           | 3            | 44         | OSM, WMF      |
|      |        |      | Východní Flandry | BE-VOV  | Gent         | 1 477 346           | 2 982         | 495                           | 6            | 65         | OSM, WMF      |
|      |        |      | Vlámský Brabant  | BE-VBR  | Lovaň        | 1 114 299           | 2 106         | 529                           | 2            | 65         | OSM, WMF      |
|      |        |      | Západní Flandry  | BE-VWV  | Bruggy       | 1 178 996           | 3 144         | 375                           | 8            | 64         | OSM, WMF      |
|      |        |      | Valonský Brabant | BE-WBR  | Wavre        | 393 700             | 1 091         | 361                           | 1            | 27         | OSM, WMF      |
|      |        |      | Henegavsko       | BE-WHT  | Mons         | 1 335 360           | 3 786         | 353                           | 7            | 69         | OSM, WMF      |
|      |        |      | Lutych           | BE-WLG  | Lutych       | 1 094 791           | 3 862         | 283                           | 4            | 84         | OSM, WMF      |
|      |        |      | Lucemburk        | BE-WLX  | Arlon        | 278 748             | 4 440         | 63                            | 5            | 44         | OSM, WMF      |
|      |        |      | Namur            | BE-WNA  | Namur        | 487 145             | 3 666         | 133                           | 3            | 38         | OSM, WMF      |

## Okresy
| Mapa | Okres (arrondissement)          | Nadřazená provincie | Obyvatelstvo (2015) | Rozloha (km²) | Hustota zalidnění (obyv./km²) | Počet obcí |
| ---- | ------------------------------- | ------------------- | ------------------- | ------------- | ----------------------------- | ---------- |
|      | Okres Antverpy                  | Antverpy            | 1 027 342           | 1 000         | 632                           | 30         |
|      | Okres Mechelen                  | Antverpy            | 335 418             | 510           | 658                           | 13         |
|      | Okres Turnhout                  | Antverpy            | 450 522             | 1 357         | 332                           | 27         |
|      | Okres Hasselt                   | Limburk             | 420 777             | 906           | 464                           | 18         |
|      | Okres Maaseik                   | Limburk             | 238 338             | 884           | 270                           | 13         |
|      | Okres Tongeren                  | Limburk             | 201 089             | 632           | 318                           | 13         |
|      | Okres Halle-Vilvoorde           | Vlámský Brabant     | 617 330             | 942           | 655                           | 35         |
|      | Okres Lovaň                     | Vlámský Brabant     | 496 969             | 1 169         | 425                           | 30         |
|      | Okres Aalst                     | Východní Flandry    | 283 609             | 469           | 605                           | 10         |
|      | Okres Dendermonde               | Východní Flandry    | 197 806             | 342           | 578                           | 10         |
|      | Okres Eeklo                     | Východní Flandry    | 83 517              | 334           | 250                           | 6          |
|      | Okres Gent                      | Východní Flandry    | 544 959             | 944           | 577                           | 21         |
|      | Okres Oudenaarde                | Východní Flandry    | 122 629             | 419           | 293                           | 11         |
|      | Okres Sint-Niklaas              | Východní Flandry    | 244 826             | 474           | 517                           | 7          |
|      | Okres Bruggy                    | Západní Flandry     | 280 153             | 661           | 424                           | 10         |
|      | Okres Diksmuide                 | Západní Flandry     | 50 844              | 362           | 140                           | 5          |
|      | Okres Kortrijk                  | Západní Flandry     | 285 509             | 403           | 708                           | 12         |
|      | Okres Ostende                   | Západní Flandry     | 154 577             | 291           | 531                           | 7          |
|      | Okres Roeselare                 | Západní Flandry     | 148 778             | 271           | 549                           | 8          |
|      | Okres Tielt                     | Západní Flandry     | 91 910              | 275           | 334                           | 9          |
|      | Okres Veurne                    | Západní Flandry     | 60 930              | 275           | 222                           | 5          |
|      | Okres Ypry                      | Západní Flandry     | 106 295             | 549           | 194                           | 8          |
|      | Okres Brusel (Bruselský region) | -                   | 1 175 173           | 161           | 7 209                         | 19         |
|      | Okres Ath                       | Henegavsko          | 86 167              | 487           | 177                           | 8          |
|      | Okres Charleroi                 | Henegavsko          | 429 854             | 554           | 776                           | 14         |
|      | Okres Mons                      | Henegavsko          | 257 804             | 584           | 441                           | 13         |
|      | Okres Mouscron                  | Henegavsko          | 75 200              | 101           | 745                           | 2          |
|      | Okres Soignies                  | Henegavsko          | 188 389             | 517           | 364                           | 8          |
|      | Okres Thuin                     | Henegavsko          | 151 115             | 934           | 162                           | 14         |
|      | Okres Tournai                   | Henegavsko          | 146 831             | 607           | 242                           | 10         |
|      | Okres Arlon                     | Lucemburk           | 60 656              | 317           | 191                           | 5          |
|      | Okres Bastogne                  | Lucemburk           | 46 857              | 1 043         | 45                            | 8          |
|      | Okres Marche-en-Famenne         | Lucemburk           | 55 857              | 954           | 59                            | 9          |
|      | Okres Neufchâteau               | Lucemburk           | 62 099              | 1 354         | 46                            | 12         |
|      | Okres Virton                    | Lucemburk           | 53 279              | 771           | 69                            | 10         |
|      | Okres Huy                       | Lutych              | 111 839             | 659           | 170                           | 17         |
|      | Okres Lutych                    | Lutych              | 618 887             | 797           | 777                           | 24         |
|      | Okres Verviers                  | Lutych              | 285 214             | 2 016         | 141                           | 29         |
|      | Okres Waremme                   | Lutych              | 78 851              | 390           | 202                           | 14         |
|      | Okres Nivelles                  | Valonský Brabant    | 393 700             | 1 090         | 361                           | 27         |
|      | Okres Dinant                    | Namur               | 108 941             | 1 592         | 68                            | 15         |
|      | Okres Namur                     | Namur               | 311 684             | 1 165         | 268                           | 16         |
|      | Okres Philippeville             | Namur               | 66 520              | 909           | 73                            | 7          |